# Du hành thời gian
Du hành thời gian là khái niệm về chuyển động được cho là (chuyển) một người hoặc cơ thể (vật thể) khác từ điểm này đến điểm khác của thời gian theo nghĩa tương tự như chuyển động giữa các điểm khác nhau trong không gian, nói chung bởi một phát minh lý thuyết được gọi là cỗ máy thời gian. Chuyển động có thể diễn ra từ hiện tại (ngược) đến quá khứ hoặc (chuyển tiếp) đến tương lai. Điều này bao gồm cả khoảng nghỉ của thời gian. Du hành thời gian là một phạm trù được công nhận trong triết học và tiểu thuyết viễn tưởng, và có ít sự hỗ trợ của vật lý lý thuyết, thường là lý thuyết về cơ học lượng tử, lý thuyết dây hoặc lỗ sâu.
Cuốn tiểu thuyết cỗ máy thời gian của Wells (Cỗ máy thời gian) từ năm 1895 đã góp phần đáng kể vào việc khiến công chúng biết đến khái niệm này. Trước đó, truyện ngắn của Mitchell, Thời khắc trở lại (Chiếc đồng hồ đã đi lùi) từ năm 1881, mô tả 1 thời khắc, bằng một cách nào đó mà ba người chồng đã du hành ngược thời gian. Các hình thức du hành thời gian phi công nghệ đã xuất hiện trong một số câu chuyện trước đó, như bài thơ Giáng sinh của Dickens trong văn xuôi (A Christmas Carol) vào năm 1843. Trong lịch sử xa xưa hơn, khái niệm này bắt nguồn từ các thần thoại Hindu đầu tiên (ví dụ Mahabharata). Trong thời gian gần đây, với sự phát triển của công nghệ và sự hiểu biết khoa học về vũ trụ ngày càng tăng, các nhà văn khoa học viễn tưởng, triết gia và nhà vật lý đã khám phá rất chi tiết về độ tin cậy của du hành thời gian.

## Trong văn học

### Du hành đến tương lai (chuyển tiếp)
Không có sự đồng thuận chung về việc tác phẩm viết đại diện cho ví dụ cổ nhất về câu chuyện du hành thời gian, vì một số tác phẩm ban đầu cho thấy các yếu tố mơ hồ gợi ý về du hành thời gian. Những truyền thuyết và văn học dân gian cổ đại đôi khi bao gồm một cái gì đó giống như du hành đến tương lai. Ví dụ, trong thần thoại Hindu, Mahabharata đã đề cập đến câu chuyện về vua Raivat Kakudmi, người đã du hành lên thiên đàng để gặp nhà sáng tạo Brahma và bị sốc khi trở về Trái đất khi nhận ra rằng nhiều năm đã trôi qua.
Chánh tạng Phật giáo Pali (Tipitaka) cũng đề cập đến chuyển động thời gian ở các tốc độ khác nhau. Tác phẩm Pajasijevem có đoạn ''Một thế kỷ của chúng ta, một trăm năm; chỉ bằng một ngày của họ (tức nhân loại), hai mươi bốn giờ."
Trong Hồi giáo, có một số nguồn về du hành thời gian. Câu chuyện kể về một số cá nhân đã ngủ trong hang và tỉnh dậy sau 309 năm. Ngoài ra còn có một nguồn về sự thay đổi của thời gian mà ông tuyên bố ''một ngày đối với Đức Allah là một ngàn năm mà bạn (loài người) đếm được''. Một ý tưởng tương tự được mô tả trong Tân Ước Kitô giáo, nơi Peter nói rằng "với Chúa một ngày như một ngàn năm và một ngàn năm là một ngày".
Một câu chuyện nổi tiếng khác liên quan đến du hành thời gian vào tương lai xa là một câu chuyện huyền thoại của Nhật Bản về Urashima Taro, một ngư dân giải cứu một con rùa, và anh ta được thưởng một chuyến viếng thăm thủy cung. Tường thuật được mô tả lần đầu tiên trong cuốn sách Nihongi năm 720 và trong một số tác phẩm khác. Ngư dân trẻ Urashima đến thăm thủy cung và ở đó trong ba ngày. Sau khi trở về quê nhà, anh thấy 300 năm đã trôi qua, nơi anh đã hoàn toàn bị lãng quên, ngôi nhà của anh đã hoang phế và gia đình anh đã qua đời từ lâu. Một ví dụ rất cũ khác thuộc loại này có thể được tìm thấy trong Talmud với câu chuyện về Honi ha-Me'agel, người đã đi ngủ 70 năm và tỉnh dậy trong một thế giới nơi các cháu của ông đã trở nên già cỗi và tất cả bạn bè và gia đình ông đã qua đời., một câu chuyện khác ở Việt Nam kể về nhân vật Từ Thức đời nhà Trần đi chu du đã gặp nàng tiên Giáng Hương với thời gian từ tháng 2 năm Bính Tỵ (1396) khi trở về nhân gian thì đã vào năm thứ 5 niên hiệu Diên Ninh (tức năm 1459)
Một câu chuyện hiện đại khác kể về một hành trình đến tương lai là năm 2440 của Mercier, L'an 2440, rêve s'il en fut jamais, một tiểu thuyết không tưởng kể về nhân vật chính được chuyển đến năm 2440. Tác phẩm cực kỳ nổi tiếng vào thời điểm đó với số lần tái bản lên tới 25 kể từ lần xuất bản đầu tiên vào năm 1771. Nó mô tả cuộc phiêu lưu của một người đàn ông giấu tên, sau một cuộc thảo luận sôi nổi với một người bạn triết gia về sự bất công ở Paris, anh ngủ thiếp đi và thấy mình ở Paris của tương lai. Nhà sử học người Mỹ Darnton đã viết rằng: "Mặc dù tác phẩm là giả tưởng... L'An 2440 vẫn bàn về du hành thời gian một cách nghiêm túc."
Truyện ngắn Irving, Rip Van Winkle từ năm 1819 kể câu chuyện về một người đàn ông đã ngủ trên núi và tỉnh dậy sau 20 năm trong tương lai nơi ông bị lãng quên, vợ ông đã chết và con gái ông đã trưởng thành.. Giấc ngủ du hành thời gian đã được Bulgarin sử dụng trong tác phẩm không tưởng của ông Правдоподобные небылицы, или Странствования по свету в двадцать девятом веке vào năm 1824. Trong tác phẩm đó, nhân vật chính thức tỉnh vào thế kỷ 29. Đây là mô tả đầu tiên về du hành thời gian (chuyển tiếp) trong văn học Nga và khoa học viễn tưởng Nga.
Morris đã viết một truyện ngắn, A Dream of John Ball, được xuất bản trong các tác phẩm trong một tuần báo giữa tháng 11 năm 1886 và tháng 2 năm 1887. Trong đó, ông mô tả một chuyến du hành thời gian giữa thế giới thời trung cổ và hiện đại. Cuốn sách được xuất bản dưới dạng tiểu thuyết vào năm 1888. Năm 1888, Bellamy đã xuất bản cuốn tiểu thuyết khoa học viễn tưởng không tưởng rất nổi tiếng lúc bấy giờ Looking Backward: 2000-1887, trong đó chàng trai trẻ người Mỹ Julian West ngủ thiếp đi vào năm 1887 và thức dậy 113 năm sau đó vào năm 2000. Vẫn là thành phố ở Boston, Massachusetts, nhưng trong một thế giới hoàn toàn thay đổi. Tại thế giới trong tác phẩm, Hoa Kỳ đã trở thành một nhà nước xã hội chủ nghĩa không tưởng. Du hành thời gian cũng xuất hiện trong văn học Slovenia vào thế kỷ 19, đó là tác phẩm thuộc thể loại phản địa đàng 4000 được xuất bản bởi Tavčar vào năm 1891.

## Giả thuyết du hành
Việc du hành đến tương lai có thực sự khả thi ? Cơ bản thời gian là là một dòng chảy tuyến tính theo Newton, việc du hành thời gian cơ bản cũng như chiếc xe lửa chạy trên đường ray. Vì vậy việc du hành đến tương lai là bất khả thi vì đoàn tàu không thể chạy trước đường ray. Vậy còn du hành về quá khứ ? Khi dòng chảy thời gian đi qua, đều để lại "vết xe" sau nó, vậy việc đi ngược lại theo những vết xe này là có thể ? câu trả lời là có thể, vì đơn giản nó chỉ là việc bạn mở cửa tàu và nhảy ra khỏi đoàn toàn sau đó đi ngược theo hướng đường ray. Nhưng giả thuyết đặt ra ở đây là: Bạn sẽ không bị trật khỏi đường ray chứ ? không như thực tế, đường ray thời gian ở đây là vô hình vô sắc, bạn có thể cảm nhận nó nhưng không thể vẽ chính xác nó. Việc đi lệch đường ray và rơi vào trạng thái vô cực là rất dễ. Kể cả việc bạn thành công quay lại quá khứ, cũng không chắc bạn có thể quay lại hiện tại, vì việc dí theo đoàn tàu thời gian khi bạn đang bị bỏ quá xa là bất khả thi, bạn chạy được 1 giây  thì đoàn tàu thời gian cũng chạy thêm được 1 giây. Chính vì vậy các nhà du hành có thể sẽ bị kẹt tại quá khứ, nhưng không gì là không thể, chỉ cần thiết bị du hành có vận tốc đủ để phá vỡ giới hạn thời gian thì việc quay lại hoàn toàn khả thi.

## Nghịch lý

### Nghịch lý ông nội
Nghịch lý ông nội là một vấn đề trong nghịch lý của du hành thời gian, hay hiểu đơn giản là vấn đề không thể hiểu hoặc không có cách giải, lần đầu tiên được miêu tả (miêu tả đúng như khái niệm hiện nay) bởi nhà khoa học giả tưởng René Barjavel trong quyển sách Le Voyageur Imprudent (Nhà du hành khinh suất) xuất bản năm 1943. Tuy nhiên, những vấn đề tương tự (thậm chí còn phức tạp hơn) đã được miêu tả sớm hơn, ví dụ điển hình tiểu thuyết By His Bootstraps của Robert A. Heinlein. Điều nghịch lý ở đây là: Có một người đàn ông du hành thời gian về quá khứ và giết ông nội mình trước khi ông mình cưới bà nội. Kết quả là cha của anh ta sẽ không được sinh ra, điều đó dẫn tới người đàn ông đó sẽ không bao giờ được ra đời thì làm sao anh ta có thể du hành về quá khứ. Nhưng nếu anh không về quá khứ để giết ông nội mình thì ông nội anh phải còn sống và điều đó nghĩa là anh vẫn được ra đời và có thể vượt thời gian để giết ông nội mình. Hai tình trạng trên đã phủ nhận sự tồn tại của cả hai trường hợp, đây là một loại của nghịch lý logic.
Mặc dù tên lý thuyết này là nghịch lý ông nội, nó không nói riêng về sự không thể sinh ra đời của một ai đó. Đúng hơn thì khái niệm này bao gồm bất cứ những hành động nào làm nên sự không thể vượt thời gian về quá khứ từ lúc đầu. Tên nghịch lý ông nội là tên thông thường nhất được dùng để diễn tả hiện tượng nghịch lý du hành thời gian. Một ví dụ nữa là sử dụng một kiến thức khoa học của nhà khoa học A để tạo ra cỗ máy thời gian rồi sử dụng nó đi về quá khứ rồi giết nhà khoa học A, nếu nhà khoa học A bị giết trước khi phát minh ra kiến thức khoa học đó thì cỗ máy thời gian cũng sẽ không hề được tồn tại. Thuyết nghịch lý tương tự được biết đến (trong triết học) như là autoinfanticide (tạm dịch là "em bé tự sát"): Nói về trở về thời gian và giết chính mình khi còn là đứa bé.
Lý thuyết nghịch lý ông nội là một minh chứng bác bỏ khả năng du hành thời gian về quá khứ. Tuy nhiên, đã có một số phương pháp dùng để giải mã câu đố này đã được công bố, như là lý thuyết thời gian bất khả đổi nghĩa là tất cả mọi thứ trong thế gian đều đã sắp đặt không ai có thể thay đổi gì hết hoặc là khái niệm vũ trụ là một khoảng thời gian và không gian song song. Ví dụ như là không-thời gian (hay còn nói là thế giới) mà người đó được sinh ra khác biệt với thế giới mà người đó trở về quá khứ để giết ông nội mình hoặc có thể người đó vì muốn giết ông nội mình nhưng đã vô tình cứu ông thay vì giết được ông, điều đó nghĩa là ông nội anh vẫn còn sống và anh vẫn được ra đời để mà sau này trở về cứu ông nội mình.
Một nghịch lý có liên quan là Nghịch lý Hitler hoặc Nghịch lý vụ ám sát Hitler. Nghịch lý Hitler này được thấy trong các thể loại khoa học giả tưởng, khi một người hùng vai chính du hành về quá khứ để giết chết Hitler trước khi Hitler tạo nên chiến tranh thế giới hai. Nếu như chiến tranh thế giới thứ hai chưa từng xảy ra thì lý do quay về quá khứ để giết Hitler cũng sẽ không hề tồn tại. Thêm vào đó, ảnh hưởng của sự tồn tại của Hitler rất to lớn và hầu như sẽ ảnh hưởng đến tất cả những người sinh sau thế chiến thứ hai. Do đó, nghịch lý ông nội cũng có thể được áp dụng trong nghịch lý Hitler vì thế chiến thứ hai ảnh hưởng đến sự ra đời của những người sinh sau thế chiến thứ hai.

### Nghịch lý tiền định
Nghịch lý tiền định hay vòng lặp nhân quả là nghịch lý du hành thời gian thường được sử dụng trong các tác phẩm khoa học viễn tưởng. Vòng lặp nhân quả thời gian bao gồm sự kiện 1 diễn ra trước là nguyên nhân (hay ít nhất là một trong những nguyên nhân) của sự kiện 2 diễn ra sau, và bằng du hành thời gian, sự kiện 2 lại là nguyên nhân của sự kiện 1. Nghịch lý xảy ra khi nhà du hành thời gian rơi vào vòng lặp các sự kiện tiền định anh ta hoặc chị ta du hành thời gian về quá khứ. Lúc này, sự kiện 2 sẽ là sự kiện nhà du hành thời gian trở về quá khứ, và 1 là điều gì đó nhà du hành thời gian đã làm trong quá khứ khiến anh ta hoặc chị ta muốn quay trở về. Nghịch lý này đưa ra giả thuyết rằng những nhà du hành thời gian không có cách nào để thay đổi được một sự việc. Ví dụ khi một người quay về quá khứ để cứu một người khỏi tai nạn giao thông và khi ở quá khứ người đó lấy xe chạy đến nơi trước khi tai nạn xảy ra, vô tình người đó đâm trúng chính người mà họ trở về để cứu và gây ra cái chết, cái chết mà đã khiến bản thân trong tương lai muốn quay trở lại quá khứ.
Lý thuyết này liên quan mật thiết đến nghịch lý bản thể ở chỗ có thứ không thể xác định được nguồn gốc độc lập, mà trong trường hợp này là lý do của chuyến du hành thời gian. Nghịch lý không ngụ ý rằng có một kế hoạch lớn hơn từ một nguồn gốc cao hơn, nó chỉ khẳng định rằng thời gian là bất biến. Chuỗi sự kiện vẫn có thể xảy ra bởi quan hệ nhân quả thay vì bởi một nguồn gốc siêu nhiên, ví dụ: 
- Sự kiện A. Nhà bác học điên gặp Kẻ hoang tưởng lầm bầm điều gì đó về phương pháp du hành thời gian;
- Sự kiện B. Nhà bác học điên dành cả đời để chứng minh sự tồn tại của du hành thời gian, bỏ mặc vợ con mình khiến họ bỏ rơi ông;
- Sự kiện C: Nhà bác học điên trở về quá khứ để ngăn chặn điều này;
- Sự kiện D. Du hành thời gian khiến Nhà bác học điên trở thành Kẻ hoang tưởng. Tính tiền định của sự việc nằm ở việc nhân quả là bất biến, không phải vì một kế hoạch hay kịch bản nào đó.

Bởi vì du hành thời gian có khả năng làm ảnh hưởng đến quá khứ, một cách để giải thích vì sao quá khứ không thay đổi là nói điều gì đã xảy ra phải xảy ra. Điều này có nghĩa là mọi nỗ lực thay đổi quá khứ của nhà du hành thời gian, dù vô tình hay cố ý, cũng chỉ tạo ra và hoàn thành quá khứ mà chúng ta biết bấy lâu nay thay vì thay đổi nó, và kiến thức về lịch sử của nhà du hành thời gian đã bao gồm những chuyến du hành tương lai trong kinh nghiệm ở quá khứ của bản thân (theo Nguyên tắc tự nhất quán của Novikov).
Nói cách khác: nhà du hành thời gian trở về quá khứ có nghĩa là họ đã từng ở quá khứ trước đây. Vì vậy, sự tồn tại của họ ở quá khứ là đặc biệt quan trọng đối với tương lai, và họ làm điều gì đó khiến tương lai diễn ra đúng như những gì họ nhớ. Nghịch lý này liên quan mật thiết đến nghịch lý bản thể và thường xuất hiện cùng nhau.

### Nghịch lý boostrap
Đây là 1 nghịch lý về du hành thời gian. Khi một sự vật, 1 thông tin ở tương lai được gửi về quá khứ, nó ảnh hưởng đến sự tồn tại của thông tin hay sự vật đó ở hiện tại. Nghịch lý boostrap hay thường được ghép với Nghịch lý tiền định. Giả sử, bạn ngân nga một bài hát của người ca sĩ bạn thích ở trong quá khứ, rồi người ca sĩ đó nghe thấy và đã nghĩ ra bài hát mới. Vậy ai đã tạo ra bài hát, không phải là bạn hay người ca sĩ. Nghịch lý boostrap luôn tạo ra sự bí ẩn về nguồn gốc thông tin trong nhiều tiểu thuyết, bộ phim có du hành thời gian.

### Hiệu ứng cánh bướm
Hiệu ứng cánh bướm (tiếng Anh: Butterfly effect) là một cụm từ dùng để mô tả khái niệm trong lý thuyết hỗn loạn về độ nhạy cảm của hệ đối với điều kiện gốc (sensitivity on initial conditions). Vốn được sử dụng ban đầu như một khái niệm khoa học đơn thuần, hiệu ứng cánh bướm sau đó đã được nhắc đến nhiều lần trong văn hóa đương đại, đặc biệt là trong các tác phẩm có đề cập tới quan hệ nhân quả hoặc nghịch lý thời gian. Đã có một vài bộ phim nhắc tới hiệu ứng này như: "Hiệu ứng cánh bướm" do diễn viên Ashton Kutcher thủ vai chính.
Năm 1972, nhà khí tượng học và chuyên gia về lý thuyết hỗn loạn Edward Norton Lorenz đã giới thiệu trước Hiệp hội phát triển khoa học Hoa Kỳ (American Association for the Advancement of Science) một bài nói chuyện có tựa đề Predictability: Does the Flap of a Butterfly's Wings in Brazil Set off a Tornado in Texas? (Tính dự đoán được: Liệu con bướm đập cánh ở Brasil có thể gây ra cơn lốc ở Texas?). Trước đó vào năm 1961, trong khi mô phỏng một dự đoán về thời tiết trên máy tính, Lorenz đã lỡ nhập số liệu là 0,506 thay vì 0,506127 như dự định, và do đó đã thu được kết quả dự đoán thời tiết hoàn toàn khác so với tính toán ban đầu. Từ kết quả này Lorenz đã đề cập tới sự ràng buộc chặt chẽ của hệ vật lý đối với các điều kiện ban đầu trong bài nói chuyện. Theo đó một cái đập cánh của con bướm nhỏ bé có thể gây ra sự thay đổi (dù rất nhỏ) trong điều kiện gốc của hệ vật lý, dẫn đến kết quả là những thay đổi lớn về thời tiết như cơn lốc tại một địa điểm cách nơi con bướm đập cách hàng vạn km. Cũng theo Lorenz thì tỉ lệ động năng giữa một cái đập cánh của con bướm với toàn bộ cơn lốc là quá nhỏ, vì thế con bướm chỉ có vai trò không đáng kể trong những tính toán lý thuyết hỗn loạn cho hệ vật lý, nói cách khác thì nếu một cái đập cánh của con bướm có thể gây ra cơn lốc, thì một cái đập cánh khác cũng có thể dập tắt nó, và bên cạnh cái đập cánh của con bướm thì còn có vô vàn hoạt động khác có động năng đáng kể hơn rất nhiều có thể ảnh hưởng tới thời tiết.

## Định luật du hành thế giới song song
- Ở giả thuyết này,các nhà vật lý học cho rằng khi quay trở về quá khứ hay đến tương lai không phải là dịch chuyển về dòng thời gian mà chúng ta tồn tại mà thực chất ngay thời điểm chúng ta quay ngược về quá khứ,chúng ta đã vô tình tạo ra một thế giới song song và nếu chúng ta có thay đổi bất kỳ sự việc gì xảy ra ở dòng thời gian đó thì nó cũng sẽ không ảnh hưởng đến dòng thời gian hiện tại.
- Cũng có giả thuyết khác cho rằng việc du hành thời gian thực chất là di chuyển qua một thế giới song song(Đa vũ trụ[10]) và mọi sự thay đổi mà chúng ta thực hiện sẽ không ảnh hưởng đến thế giới hiện tại của chúng ta mà nó sẽ ảnh hưởng đến thế giới song song đó.Giả thuyết này cũng phần nào giải thích cho hiện tượng Déjà vu[11].Giả thuyết đưa ra là trong các vũ trụ song song thì có một vài một vài vũ trụ có dòng thời gian không đồng nhất với các vũ trụ còn lại và trong một khoảng khắc nào đó các bộ não của các đa vũ trụ liên kết với nhau và khiến chúng ta nhìn thấy được tương lai.